# The Pullman Porter
Pour plus de détails, voir Fiche technique et Distribution.
The Pullman Porter est une comédie burlesque américaine écrite et réalisée par Roscoe Arbuckle, sorti en 1919.

## Fiche technique
- Titre : The Pullman Porter
- Réalisation : Roscoe Arbuckle
- Scénario : Roscoe Arbuckle
- Photographie :
- Montage :
- Producteur : Joseph M. Schenck
- Société de production : Comique Film Corporation
- Société de distribution : Paramount Pictures
- Pays d'origine :  États-Unis
- Langue : film muet avec les intertitres en anglais
- Métrage : 600 mètres (2 bobines)
- Format : Noir et blanc — 35 mm — 1,33:1 — Muet
- Genre : Comédie, Film burlesque
- Durée : 20 minutes
- Date de sortie :
  - États-Unis : 16 février 1919

## Distribution
- Roscoe Arbuckle : Fatty
- Al St. John :